# Huangpo, Guangdong
Huangpo (kinesiska: 黄坡) är en köping i sydöstra Kina. Den ligger i Wuchuan i staden Zhanjiang i provinsen Guangdong,  omkring 340 kilometer sydväst om provinshuvudstaden Guangzhou. Antalet invånare är 139 160. Befolkningen består av 67 465 kvinnor och 71 695 män. Barn under 15 år utgör 25,0 %, vuxna 15-64 år 65 %, och äldre över 65 år 8,0 %.